# We Live Again
We Live Again ist eine freie Verfilmung von Leo Tolstois Roman Auferstehung aus dem Jahr 1934.
Regie führte Rouben Mamoulian, die Hauptrollen wurden von Anna Sten (Katjuscha Maslowa) und Fredric March (Dmitri Nechljudow) gespielt.

## Handlung
Der adlige Dmitri Nechljudow verführt und schwängert die junge Katjuscha Maslowa, eine Dienerin seiner Tante. Aufgrund ihrer Schwangerschaft wird Maslowa gefeuert, das Baby stirbt nach der Geburt und wird ungetauft begraben. Katjuscha Maslowa zieht daraufhin nach Moskau, wo sie in ein Leben aus Armut und Prostitution absteigt.
Mehrere Jahre nach der gemeinsamen Nacht mit Maslowa wird Nechljudow als Geschworener für die Gerichtsverhandlung eines  Mordfalles berufen. Eine der Angeklagten ist Katjuscha Maslowa.  Obwohl sie von den Geschworenen als unschuldig angesehen wird, verurteilt sie der Richter aufgrund eines Verfahrensfehlers zu fünf Jahren Verbannung nach Sibirien.
Nechljudow fühlt sich für Maslowas Schicksal verantwortlich und versucht sie zu befreien. Als ihm dies nicht gelingt, bittet er Maslowa ihn zu heiraten. Aber sie schlägt sein Angebot aus.
Nechljudow beschließt sein bisheriges Leben aufzugeben und trifft Maslowa auf dem Weg in die Verbannung an der Grenze zu Sibirien. Mit Maslowas Hilfe möchte er ein neues Leben anfangen. Mit einem Lächeln überqueren Maslowa und Nechljudow gemeinsam die Grenze.

## Hintergrund
Die weibliche Hauptrolle spielte Anna Sten, eine russische Schauspielerin, die von Samuel Goldwyn unter Vertrag genommen und als Nachfolgerin von Greta Garbo und Marlene Dietrich lanciert wurde. Da We Live Again künstlerisch und finanziell enttäuschte, löste Goldwyn den Vertrag mit Sten.
Die Produktion lief vom 12. Juni bis zum 2. August 1934. Die Premiere fand am 1. November 1934  in New York statt. Offizieller Veröffentlichungstermin war der 16. November 1934.